# Rokytná (řeka)
Rokytná je pravostranný přítok řeky Jihlavy v Kraji Vysočina a v Jihomoravském kraji. Délka jejího toku činí 88,2 km. Plocha povodí měří 584,3 km². Ještě počátkem 20. století byla na mapách označována jako Jarmeritza (Jaroměřka).

## Průběh toku
Pramení na jih od obce Chlístova, protéká Rokytnicí nad Rokytnou a pokračuje na jihovýchod Jaroměřickou kotlinou k Jaroměřicím nad Rokytnou. Tam přijímá své první významnější přítoky – potoky Rokytku a Štěpánovický potok.
Na svém středním toku spoluvytváří Přírodní park Rokytná, meandruje v hlubokých údolích, místy skalnatých (např. skála Justýnka).
Posléze mění směr toku k východu.
Jakmile její vody dorazí k Moravskému Krumlovu, stáčí se na severovýchod a u Ivančic odevzdává své vody Jihlavě.
Název řeky, ale i obcí při ní, je odvozen od slovanského slova rokyta, tzn. vrba.

### Větší přítoky
- levé – Štěpánovický potok, Račí potok, Rouchovanka, Olešná, Dolnodubňanský potok, Dobřínský potok
- pravé – Římovka, Šebkovický potok, Rokytka, Kounický potok, Stružka

## Vodní režim
Hlásné profily:
| místo            | říční km | plocha povodí | průměrný průtok (Qa) | stoletá voda (Q100) |
| ---------------- | -------- | ------------- | -------------------- | ------------------- |
| Příštpo          | 66,80    | 262,51 km²    | 0,82 m³/s            | 50,0 m³/s           |
| Moravský Krumlov | 16,50    | 562,26 km²    | 1,38 m³/s            | 97,0 m³/s           |

## Mlýny
Mlýny jsou seřazeny po směru toku řeky.
- Valův mlýn – Horní Kounice, okres Znojmo, kulturní památka
- Alinkov – Horní Kounice, okres Znojmo, kulturní památka
- Drápalův mlýn – Rybníky, okres Znojmo, kulturní památka

## Pamětihodnosti
- park jaroměřického zámku;
- Soutěska Peklo před Biskupicemi;
- Výrova skála u Tavíkovic.

Hydrologické stanice byly zřízeny v Příštpě (1954) a Moravském Krumlově (1890).
Řeka je pro vodáky sjízdná od svého říčního kilometru 73,2.